# 大阪広域環境施設組合舞洲工場

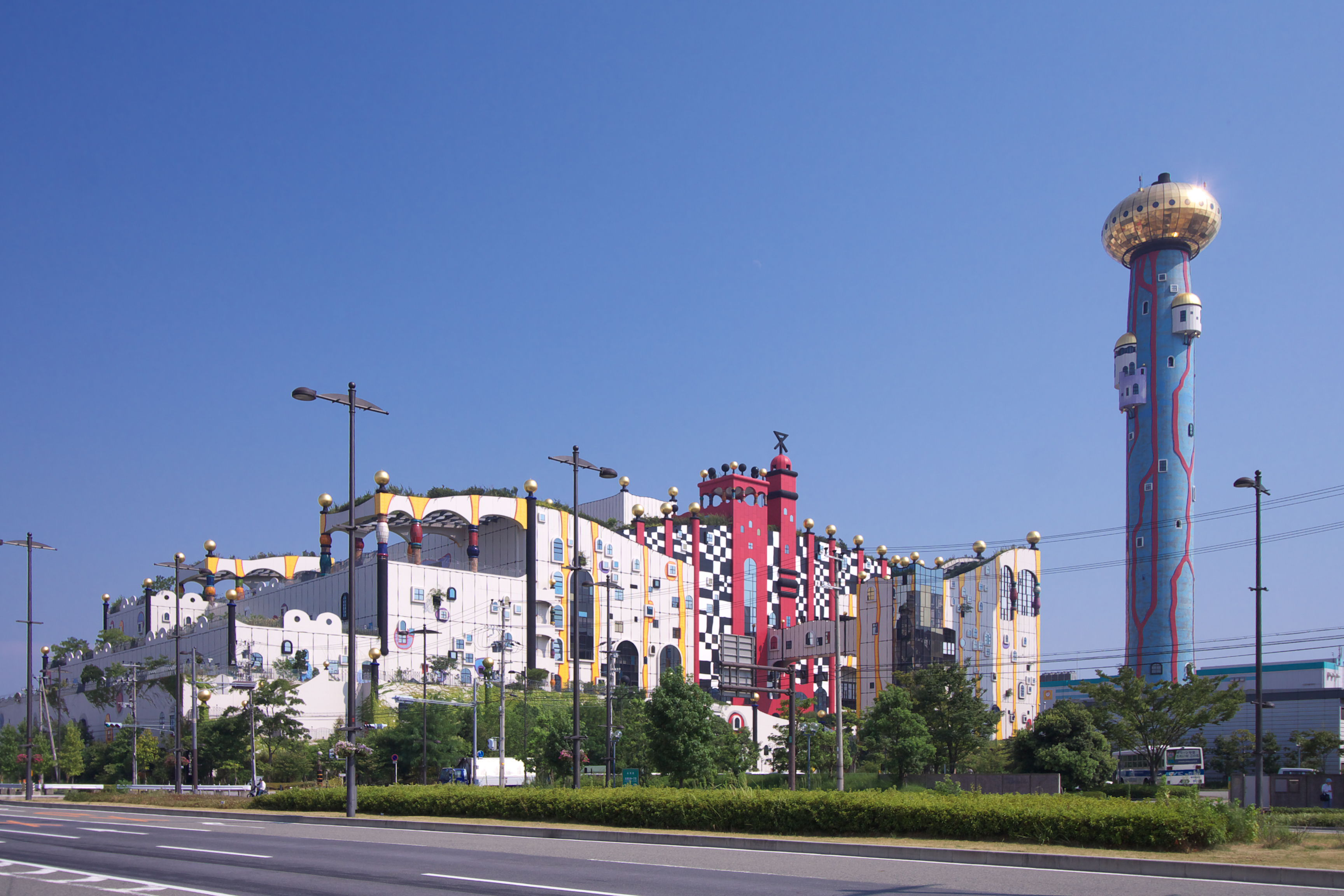
外観（北西方向から、2007年）

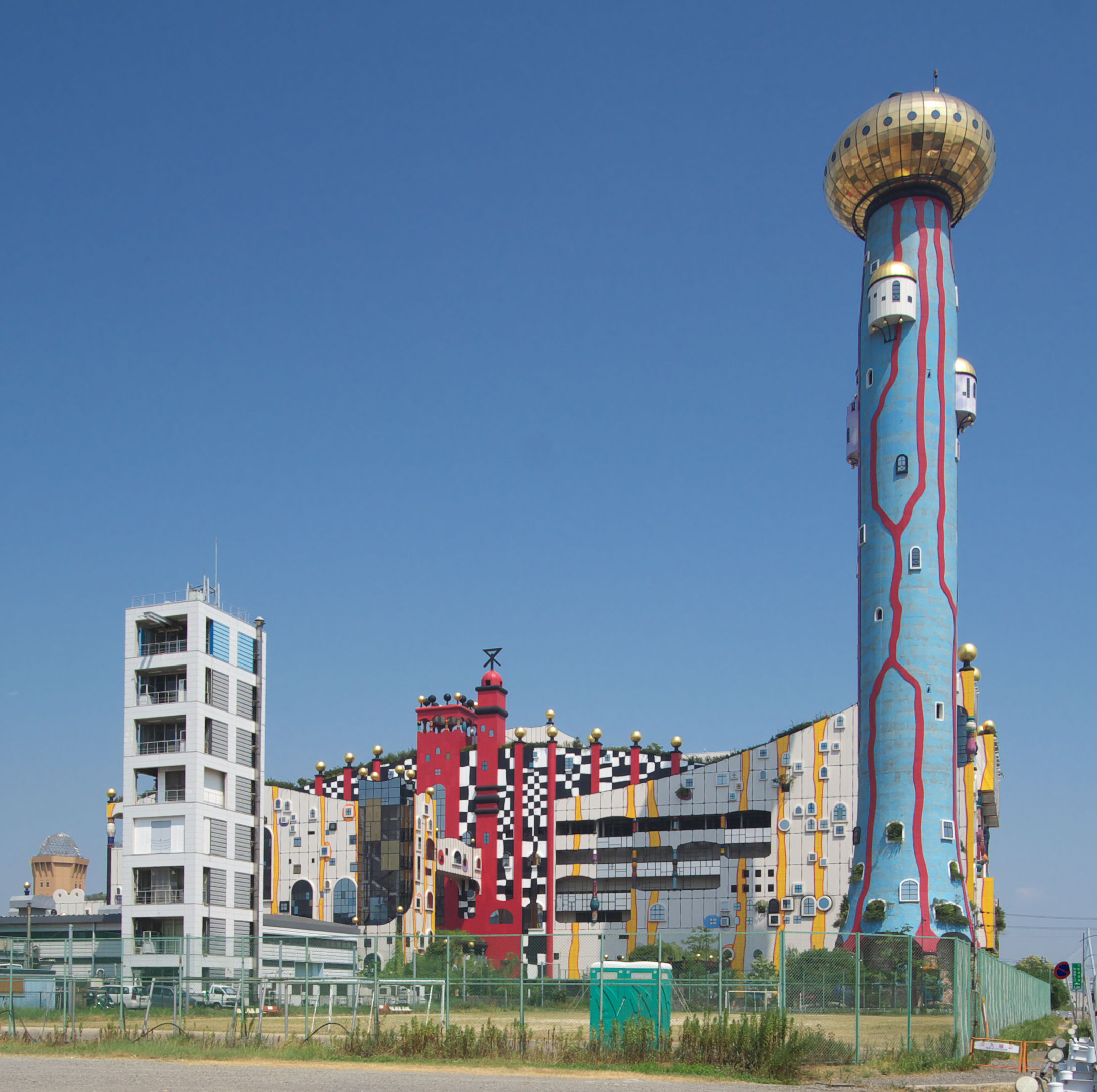
外観（西方向から、2007年）

大阪広域環境施設組合舞洲工場（おおさかこういきかんきょうしせつくみあい まいしまこうじょう）は、大阪府大阪市此花区北港白津の人工島・舞洲にある大阪広域環境施設組合の清掃工場である。

## 概要
大阪市環境局により建設され、2001年（平成13年）4月に竣工した。2015年（平成27年）4月1日付で大阪市の他の清掃工場とともに、一般廃棄物の処理を行う一部事務組合である「大阪市・八尾市・松原市環境施設組合」（現：大阪広域環境施設組合）へ移管された。
外観は同じく大阪市により建設された舞洲スラッジセンターと同様に、フリーデンスライヒ・フンデルトヴァッサーがデザインした。ただし、フンデルトヴァッサー自身は当工場の完成を見ることなく2000年2月に死去している。なお、フンデルトヴァッサーは地元オーストリア・ウィーンでもごみ焼却場「シュピッテラウ焼却場」を設計している。
2001年から2007年までの7年間の年平均見学者数は約1万7,000人で、他の清掃工場と比べて3倍以上となっている。2017年に朝日新聞は、観光名所として年間約1万2千人が見学に訪れ、そのうち3割が外国人だと報じている。
2022年（令和4年）より日立造船は、環境省委託事業「次世代型廃棄物処理システムの開発」の実証運転を当工場敷地内で実施している。

## 諸元
概要
- 所在地：大阪市此花区北港白津1-2-48
- 敷地面積：約33,000平方メートル
- 着工：1997年（平成9年）3月
- 竣工：2001年（平成13年）4月
- 構造：鉄骨鉄筋コンクリート造（一部鉄骨造）
- 規模：地上7階、地下2階
- 延床面積：約57,000平方メートル
- 煙突高さ：120m
- 事業費：609億円

焼却設備
- 製造：日立造船[5]
- 処理能力：900t/日
- 焼却炉：450t/日（階段式火格子）×2基
- ごみ投入扉9面、ごみピット約15,000立方メートル
- 発電能力：32,000kW[6]

粗大ごみ処理設備
- 処理能力：170t/日
- 回転式破砕機（120t/5h）1基、低速回転式せん断破砕機（50t/5h）